# Плавання на Чемпіонаті світу з водних видів спорту 2013
Змагання з плавання на Чемпіонаті світу з водних видів спорту 2013 тривали з 28 липня до 4 серпня 2013 року в Барселоні (Іспанія). Запливи відбувалися на довгій воді в Палау-Сант-Жорді. Розіграно 40 комплектів нагород, по 20 серед чоловіків та жінок.
Збірна США виграла загальний медальний залік, а Міссі Франклін виборола рекордні шість золотих нагород. Китаєць Сунь Ян виграв три золоті медалі й став "плавцем змагань". А американку Кейті Ледекі названо "плавчинею змагань" завдяки двом світовим рекордам і чотирьом золотим медалям. Під час змагань побито ще чотири світові рекорди, всі в жіночому плаванні брасом.

## Розклад змагань
| Дата          | Час   | Раунд                                                              |
| ------------- | ----- | ------------------------------------------------------------------ |
| 28 липня 2013 | 10:00 | 100 метрів батерфляєм (жінки), попередні запливи                   |
| 28 липня 2013 | 10:00 | 400 метрів вільним стилем (чоловіки), попередні запливи            |
| 28 липня 2013 | 10:00 | 200 метрів комплексом (жінки), попередні запливи                   |
| 28 липня 2013 | 10:00 | 50 метрів батерфляєм (чоловіки), попередні запливи                 |
| 28 липня 2013 | 10:00 | 400 метрів вільним стилем (жінки), попередні запливи               |
| 28 липня 2013 | 10:00 | 100 метрів брасом (чоловіки), попередні запливи                    |
| 28 липня 2013 | 10:00 | Естафета 4x100 метрів вільним стилем (жінки), попередні запливи    |
| 28 липня 2013 | 10:00 | Естафета 4x100 метрів вільним стилем (чоловіки), попередні запливи |
| 28 липня 2013 | 18:00 | 100 метрів батерфляєм (жінки), півфінали                           |
| 28 липня 2013 | 18:00 | 400 метрів вільним стилем (чоловіки), фінал                        |
| 28 липня 2013 | 18:00 | 200 метрів комплексом (жінки), півфінали                           |
| 28 липня 2013 | 18:00 | 50 метрів батерфляєм (чоловіки), півфінали                         |
| 28 липня 2013 | 18:00 | 400 метрів вільним стилем (жінки), фінал                           |
| 28 липня 2013 | 18:00 | 100 метрів брасом (чоловіки), півфінали                            |
| 28 липня 2013 | 18:00 | Естафета 4x100 метрів вільним стилем (жінки), фінал                |
| 28 липня 2013 | 18:00 | Естафета 4x100 метрів вільним стилем (чоловіки), фінал             |
| 29 липня 2013 | 10:00 | 100 метрів на спині (жінки), попередні запливи                     |
| 29 липня 2013 | 10:00 | 100 метрів на спині (чоловіки), попередні запливи                  |
| 29 липня 2013 | 10:00 | 100 метрів брасом (жінки), попередні запливи                       |
| 29 липня 2013 | 10:00 | 200 метрів вільним стилем (чоловіки), попередні запливи            |
| 29 липня 2013 | 10:00 | 1500 метрів вільним стилем (жінки), попередні запливи              |
| 29 липня 2013 | 18:00 | 100 метрів брасом (чоловіки), фінал                                |
| 29 липня 2013 | 18:00 | 100 метрів батерфляєм (жінки), фінал                               |
| 29 липня 2013 | 18:00 | 100 метрів на спині (чоловіки), півфінали                          |
| 29 липня 2013 | 18:00 | 100 метрів брасом (жінки), півфінали                               |
| 29 липня 2013 | 18:00 | 50 метрів батерфляєм (чоловіки), фінал                             |
| 29 липня 2013 | 18:00 | 100 метрів на спині (жінки), півфінали                             |
| 29 липня 2013 | 18:00 | 200 метрів вільним стилем (чоловіки), півфінали                    |
| 29 липня 2013 | 18:00 | 200 метрів комплексом (жінки), фінал                               |
| 30 липня 2013 | 10:00 | 50 метрів брасом (чоловіки), попередні запливи                     |
| 30 липня 2013 | 10:00 | 200 метрів вільним стилем (жінки), попередні запливи               |
| 30 липня 2013 | 10:00 | 200 метрів батерфляєм (чоловіки), попередні запливи                |
| 30 липня 2013 | 10:00 | 800 метрів вільним стилем (чоловіки), попередні запливи            |
| 30 липня 2013 | 18:00 | 200 метрів вільним стилем (чоловіки), фінал                        |
| 30 липня 2013 | 18:00 | 100 метрів на спині (жінки), фінал                                 |
| 30 липня 2013 | 18:00 | 50 метрів брасом (чоловіки), півфінали                             |
| 30 липня 2013 | 18:00 | 1500 метрів вільним стилем (жінки), фінал                          |
| 30 липня 2013 | 18:00 | 100 метрів на спині (чоловіки), фінал                              |
| 30 липня 2013 | 18:00 | 200 метрів вільним стилем (жінки), півфінали                       |
| 30 липня 2013 | 18:00 | 200 метрів батерфляєм (чоловіки), півфінали                        |
| 30 липня 2013 | 18:00 | 100 метрів брасом (жінки), фінал                                   |
| 31 липня 2013 | 10:00 | 50 метрів на спині (жінки), попередні запливи                      |
| 31 липня 2013 | 10:00 | 100 метрів вільним стилем (чоловіки), попередні запливи            |
| 31 липня 2013 | 10:00 | 200 метрів батерфляєм (жінки), попередні запливи                   |
| 31 липня 2013 | 10:00 | 200 метрів комплексом (чоловіки), попередні запливи                |
| 31 липня 2013 | 18:00 | 100 метрів вільним стилем (чоловіки), півфінали                    |
| 31 липня 2013 | 18:00 | 50 метрів на спині (жінки), півфінали                              |
| 31 липня 2013 | 18:00 | 200 метрів батерфляєм (чоловіки), фінал                            |
| 31 липня 2013 | 18:00 | 200 метрів вільним стилем (жінки), фінал                           |
| 31 липня 2013 | 18:00 | 50 метрів брасом (чоловіки), фінал                                 |
| 31 липня 2013 | 18:00 | 200 метрів батерфляєм (жінки), півфінали                           |
| 31 липня 2013 | 18:00 | 200 метрів комплексом (чоловіки), півфінали                        |
| 31 липня 2013 | 18:00 | 800 метрів вільним стилем (чоловіки), фінал                        |

| Дата          | Час   | Раунд                                                              |
| ------------- | ----- | ------------------------------------------------------------------ |
| 1 серпня 2013 | 10:00 | 100 метрів вільним стилем (жінки), попередні запливи               |
| 1 серпня 2013 | 10:00 | 200 метрів на спині (чоловіки), попередні запливи                  |
| 1 серпня 2013 | 10:00 | 200 метрів брасом (жінки), попередні запливи                       |
| 1 серпня 2013 | 10:00 | 200 метрів брасом (чоловіки), попередні запливи                    |
| 1 серпня 2013 | 10:00 | Естафета 4x200 метрів вільним стилем (жінки), попередні запливи    |
| 1 серпня 2013 | 18:00 | 100 метрів вільним стилем (жінки), півфінали                       |
| 1 серпня 2013 | 18:00 | 200 метрів комплексом (чоловіки), фінал                            |
| 1 серпня 2013 | 18:00 | 200 метрів брасом (жінки), півфінали                               |
| 1 серпня 2013 | 18:00 | 100 метрів вільним стилем (чоловіки), фінал                        |
| 1 серпня 2013 | 18:00 | 200 метрів батерфляєм (жінки), фінал                               |
| 1 серпня 2013 | 18:00 | 200 метрів брасом (чоловіки), півфінали                            |
| 1 серпня 2013 | 18:00 | 50 метрів на спині (жінки), фінал                                  |
| 1 серпня 2013 | 18:00 | 200 метрів на спині (чоловіки), півфінали                          |
| 1 серпня 2013 | 18:00 | Естафета 4x200 метрів вільним стилем (жінки), фінал                |
| 2 серпня 2013 | 10:00 | 50 метрів вільним стилем (чоловіки), попередні запливи             |
| 2 серпня 2013 | 10:00 | 50 метрів батерфляєм (жінки), попередні запливи                    |
| 2 серпня 2013 | 10:00 | 100 метрів батерфляєм (чоловіки), попередні запливи                |
| 2 серпня 2013 | 10:00 | 200 метрів на спині (жінки), попередні запливи                     |
| 2 серпня 2013 | 10:00 | Естафета 4x200 метрів вільним стилем (чоловіки), попередні запливи |
| 2 серпня 2013 | 10:00 | 800 метрів вільним стилем (жінки), попередні запливи               |
| 2 серпня 2013 | 18:00 | 100 метрів вільним стилем (жінки), фінал                           |
| 2 серпня 2013 | 18:00 | 200 метрів на спині (чоловіки), фінал                              |
| 2 серпня 2013 | 18:00 | 200 метрів на спині (жінки), півфінали                             |
| 2 серпня 2013 | 18:00 | 50 метрів вільним стилем (чоловіки), півфінали                     |
| 2 серпня 2013 | 18:00 | 200 метрів брасом (жінки), фінал                                   |
| 2 серпня 2013 | 18:00 | 100 метрів батерфляєм (чоловіки), півфінали                        |
| 2 серпня 2013 | 18:00 | 50 метрів батерфляєм (жінки), півфінали                            |
| 2 серпня 2013 | 18:00 | 200 метрів брасом (чоловіки), фінал                                |
| 2 серпня 2013 | 18:00 | Естафета 4x200 метрів вільним стилем (чоловіки), фінал             |
| 3 серпня 2013 | 10:00 | 50 метрів вільним стилем (жінки), попередні запливи                |
| 3 серпня 2013 | 10:00 | 50 метрів на спині (чоловіки), попередні запливи                   |
| 3 серпня 2013 | 10:00 | 50 метрів брасом (жінки), попередні запливи                        |
| 3 серпня 2013 | 10:00 | 1500 метрів вільним стилем (чоловіки), попередні запливи           |
| 3 серпня 2013 | 18:00 | 50 метрів батерфляєм (жінки), фінал                                |
| 3 серпня 2013 | 18:00 | 50 метрів вільним стилем (чоловіки), фінал                         |
| 3 серпня 2013 | 18:00 | 200 метрів на спині (жінки), фінал                                 |
| 3 серпня 2013 | 18:00 | 50 метрів брасом (жінки), півфінали                                |
| 3 серпня 2013 | 18:00 | 100 метрів батерфляєм (чоловіки), фінал                            |
| 3 серпня 2013 | 18:00 | 50 метрів вільним стилем (жінки), півфінали                        |
| 3 серпня 2013 | 18:00 | 50 метрів на спині (чоловіки), півфінали                           |
| 3 серпня 2013 | 18:00 | 800 метрів вільним стилем (жінки), фінал                           |
| 4 серпня 2013 | 10:00 | 400 метрів комплексом (чоловіки), попередні запливи                |
| 4 серпня 2013 | 10:00 | 400 метрів комплексом (жінки), попередні запливи                   |
| 4 серпня 2013 | 10:00 | Естафета 4x100 метрів комплексом (чоловіки), попередні запливи     |
| 4 серпня 2013 | 10:00 | Естафета 4x100 метрів комплексом (жінки), попередні запливи        |
| 4 серпня 2013 | 18:00 | 50 метрів на спині (чоловіки), фінал                               |
| 4 серпня 2013 | 18:00 | 50 метрів брасом (жінки), фінал                                    |
| 4 серпня 2013 | 18:00 | 400 метрів комплексом (чоловіки), фінал                            |
| 4 серпня 2013 | 18:00 | 50 метрів вільним стилем (жінки), фінал                            |
| 4 серпня 2013 | 18:00 | 1500 метрів вільним стилем (чоловіки), фінал                       |
| 4 серпня 2013 | 18:00 | 400 метрів комплексом (жінки), фінал                               |
| 4 серпня 2013 | 18:00 | Естафета 4x100 метрів комплексом (чоловіки), фінал                 |
| 4 серпня 2013 | 18:00 | Естафета 4x100 метрів комплексом (жінки), фінал                    |

## Медальний залік
Збірна США виграла загальний медальний залік, 29 медалей (24% від розіграних), із яких 13 золотих (32%). Китай посів друге місце за золотими нагородами (5), але здобув лише 9 медалей загалом (на попередньому чемпіонаті було 14). Друге місце за загальною кількістю медалей (13, 3 золоті) посіла Австралія. Росія виборола 8 медалей, найбільше для себе від 1998 року. Історично сильні плавальні країни Німеччина, Велика Британія та Італія, здобули тільки 4 медалі на трьох.

### Таблиця медалей
*   Країна-господарка
  *   Країна-господарка (Іспанія)
| Місце               | Країна              | Золото | Срібло | Бронза | Загалом |
| ------------------- | ------------------- | ------ | ------ | ------ | ------- |
| 1                   | США                 | 13     | 8      | 8      | 29      |
| 2                   | Китай               | 5      | 2      | 2      | 9       |
| 3                   | Франція             | 4      | 1      | 4      | 9       |
| 4                   | Австралія           | 3      | 10     | 0      | 13      |
| 5                   | ПАР                 | 3      | 1      | 1      | 5       |
| 5                   | Угорщина            | 3      | 1      | 1      | 5       |
| 7                   | Росія               | 2      | 3      | 3      | 8       |
| 8                   | Бразилія            | 2      | 0      | 3      | 5       |
| 9                   | Данія               | 1      | 3      | 0      | 4       |
| 10                  | Японія              | 1      | 2      | 3      | 6       |
| 11                  | Литва               | 1      | 1      | 0      | 2       |
| 11                  | Швеція              | 1      | 1      | 0      | 2       |
| 13                  | Нідерланди          | 1      | 0      | 3      | 4       |
| 14                  | Іспанія*            | 0      | 3      | 1      | 4       |
| 15                  | Польща              | 0      | 2      | 1      | 3       |
| 16                  | Канада              | 0      | 1      | 2      | 3       |
| 17                  | Італія              | 0      | 1      | 1      | 2       |
| 18                  | Німеччина           | 0      | 1      | 0      | 1       |
| 19                  | Нова Зеландія       | 0      | 0      | 3      | 3       |
| 20                  | Велика Британія     | 0      | 0      | 1      | 1       |
| 20                  | Тринідад і Тобаго   | 0      | 0      | 1      | 1       |
| 20                  | Фінляндія           | 0      | 0      | 1      | 1       |
| Загалом (22 збірні) | Загалом (22 збірні) | 40     | 41     | 39     | 120     |

### Чоловіки
| Дисципліна                      | Золото | Золото         | Срібло | Срібло     | Бронза | Бронза      |            |
| ------------------------------- | --- | -------------- | --- | ---------- | --- | ----------- | ---------- |
| 50 м вільним стилем             | Сезар Сьєло Фільйо · Бразилія                                                                                  | 21.32          | Володимир Морозов · Росія                                                                                             | 21.47 NR   | Джордж Бовелл · Тринідад і Тобаго                                                                           | 21.51       |            |
| 100 м вільним стилем            | Джеймс Магнуссен · Австралія                                                                                   | 47.71          | Джиммі Фейген · США                                                                                                   | 47.82      | Натан Едрієн · США                                                                                          | 47.84       |            |
| 200 м вільним стилем            | Яннік Аньєль · Франція                                                                                         | 1:44.20        | Конор Дваєр · США | 1:45.32    | Данило Ізотов · Росія                                                                                       | 1:45.59     |            |
| 400 м вільним стилем            | Сунь Ян · Китай                                                                                                | 3:41.59        | Хаґіно Косуке · Японія                                                                                                | 3:44.82 NR | Коннор Джегер · США                                                                                         | 3:44.85     |            |
| 800 м вільним стилем            | Сунь Ян · Китай                                                                                                | 7:41.36        | Майкл Макбрум · США                                                                                                   | 7:43.60 NR | Раян Кокрейн · Канада                                                                                       | 7:43.70     |            |
| 1500 м вільним стилем           | Сунь Ян · Китай                                                                                                | 14:41.15       | Раян Кокрейн · Канада                                                                                                 | 14:42.48   | Грегоріо Пальтріньєрі · Італія                                                                              | 14:45.37 NR |            |
|                                 | |                | |            | |             |            |
| 50 м на спині                   | Каміль Лакур · Франція                                                                                         | 24.42          | Метт Греверс · США · Жеремі Страв'юс · Франція                                                                        | 24.54      | Не вручали                                                                                                  | Не вручали  | Не вручали |
| 100 м на спині                  | Метт Греверс · США                                                                                             | 52.93          | Девід Пламмер · США                                                                                                   | 53.12      | Жеремі Страв'юс · Франція                                                                                   | 53.21       |            |
| 200 м на спині                  | Раян Лохте · США                                                                                               | 1:53.79        | Радослав Кавенцький · Польща                                                                                          | 1:54.24 ER | Тайлер Клері · США                                                                                          | 1:54.64     |            |
|                                 | |                | |            | |             |            |
| 50 м брасом                     | Камерон ван дер Бург · Південно-Африканська Республіка                                                         | 26.77          | Крістіан Спренджер · Австралія                                                                                        | 26.78 OC   | Джуліо Дзордзі · Південно-Африканська Республіка                                                            | 27.04       |            |
| 100 м брасом                    | Крістіан Спренджер · Австралія                                                                                 | 58.79          | Камерон ван дер Бург · Південно-Африканська Республіка                                                                | 58.97      | Феліпе Ліма · Бразилія                                                                                      | 59.65       |            |
| 200 м брасом                    | Даніел Дьюрта · Угорщина                                                                                       | 2:07.23 CR, ER | Марко Кох · Німеччина                                                                                                 | 2:08.54    | Матті Маттссон · Фінляндія                                                                                  | 2:08.95 NR  |            |
|                                 | |                | |            | |             |            |
| 50 м батерфляєм                 | Сезар Сьєло Фільйо · Бразилія                                                                                  | 23.01          | Юджин Ґодсо · США | 23.05      | Фредерік Буске · Франція                                                                                    | 23.11       |            |
| 100 м батерфляєм                | Чад ле Клос · Південно-Африканська Республіка                                                                  | 51.06 NR       | Ласло Чех · Угорщина                                                                                                  | 51.45 NR   | Конрад Черняк · Польща                                                                                      | 51.46       |            |
| 200 м батерфляєм                | Чад ле Клос · Південно-Африканська Республіка                                                                  | 1:54.32        | Павел Коженьовський · Польща                                                                                          | 1:55.01    | У Пен · Китай                                                                                               | 1:55.09     |            |
|                                 | |                | |            | |             |            |
| 200 м комплексом                | Раян Лохте · США                                                                                               | 1:54.98        | Хаґіно Косуке · Японія                                                                                                | 1:56.29    | Тьяго Перейра · Бразилія                                                                                    | 1:56.30     |            |
| 400 м комплексом                | Сето Дайя · Японія                                                                                             | 4:08.69        | Чейз Каліш · США | 4:09.22    | Тьяго Перейра · Бразилія                                                                                    | 4:09.48     |            |
|                                 | |                | |            | |             |            |
| естафета 4×100 м вільним стилем | Франція · Яннік Аньєль (48.76) · Флоран Маноду (47.93) · Фаб'ян Жіло (46.90) · Жеремі Страв'юс (47.59)         | 3:11.18        | США · Натан Едрієн (47.95) · Раян Лохте (47.80) · Ентоні Ервін (47.44) · Джиммі Фейген (48.23)                        | 3:11.42    | Росія · Андрій Гречин (48.09) · Микита Лобінцев (47.91) · Володимир Морозов (47.40) · Данило Ізотов (48.04) | 3:11.44     |            |
| естафета 4×200 м вільним стилем | США · Конор Дваєр (1:45.76) · Раян Лохте (1:44.98) · Чарлі Гоучін (1:45.59) · Ріккі Беренс (1:45.39)           | 7:01.72        | Росія · Данило Ізотов (1:45.14) · Микита Лобінцев (1:46.23) · Артем Лобузов (1:46.16) · Олександр Сухоруков (1:46.39) | 7:03.92    | Китай · Ван Шунь (1:47.41) · Хао Юнь (1:47.25) · Лі Юньці (1:46.92) · Сунь Ян (1:43.16)                     | 7:04.74 NR  |            |
| естафета 4×100 м комплексом     | Франція · Каміль Лакур (53.23) · Джакомо Перез-Дортона (59.26) · Жеремі Страв'юс (51.33) · Фаб'ян Жіло (47.39) | 3:31.51        | Австралія · Еш Ділені (53.55) · Крістіан Спренджер (58.47) · Томмасо Д'Орсонья (52.34) · Джеймс Магнуссен (47.28)     | 3:31.64    | Японія · Іріє Рьосуке (53.48) · Кітаджіма Косуке (59.29) · Фудзі Такуро (51.67) · Сьоура Сінрі (47.82)      | 3:32.26     |            |
| Шаблон:Swimming record codes    | |                | |            | |             |            |

### Жінки
| Дисципліна                      | Золото | Золото      | Срібло | Срібло      | Бронза | Бронза      |
| ------------------------------- | --- | ----------- | --- | ----------- | --- | ----------- |
| 50 м вільним стилем             | Раномі Кромовідьойо · Нідерланди                                                                           | 24.05       | Кейт Кемпбелл · Австралія                                                                                           | 24.14       | Франческа Голсолл · Велика Британія                                                                                | 24.30       |
| 100 м вільним стилем            | Кейт Кемпбелл · Австралія                                                                                  | 52.34       | Сара Шестрем · Швеція                                                                                               | 52.89       | Раномі Кромовідьойо · Нідерланди                                                                                   | 53.42       |
| 200 м вільним стилем            | Міссі Франклін · США                                                                                       | 1:54.81     | Федеріка Пеллегріні · Італія                                                                                        | 1:55.14     | Камій Мюффа · Франція                                                                                              | 1:55.72     |
| 400 м вільним стилем            | Кейті Ледекі · США                                                                                         | 3:59.82 AM  | Мелані Коста · Іспанія                                                                                              | 4:02.47 NR  | Лорен Бойл · Нова Зеландія                                                                                         | 4:03.89     |
| 800 м вільним стилем            | Кейті Ледекі · США                                                                                         | 8:13.86 WR  | Лотте Фрійс · Данія                                                                                                 | 8:16.32     | Лорен Бойл · Нова Зеландія                                                                                         | 8:18.58 OC  |
| 1500 м вільним стилем           | Кейті Ледекі · США                                                                                         | 15:36.53 WR | Лотте Фрійс · Данія                                                                                                 | 15:38.88 ER | Лорен Бойл · Нова Зеландія                                                                                         | 15:44.71 OC |
|                                 | |             | |             | |             |
| 50 м на спині                   | Чжао Цзін · Китай                                                                                          | 27.29       | Фу Юаньхуей · Китай                                                                                                 | 27.39       | Теракава Ая · Японія                                                                                               | 27.53       |
| 100 м на спині                  | Міссі Франклін · США                                                                                       | 58.42       | Емілі Сібом · Австралія                                                                                             | 59.06       | Теракава Ая · Японія                                                                                               | 59.23       |
| 200 м на спині                  | Міссі Франклін · США                                                                                       | 2:04.76 CR  | Белінда Гокінг · Австралія                                                                                          | 2:06.66     | Гіларі Колдвелл · Канада                                                                                           | 2:06.80 NR  |
|                                 | |             | |             | |             |
| 50 м брасом                     | Юлія Єфімова · Росія                                                                                       | 29.52 NR    | Рута Мейлутіте · Литва                                                                                              | 29.59       | Джессіка Гарді · США                                                                                               | 29.80       |
| 100 м брасом                    | Рута Мейлутіте · Литва                                                                                     | 1:04.42     | Юлія Єфімова · Росія                                                                                                | 1:05.02 NR  | Джессіка Гарді · США                                                                                               | 1:05.52     |
| 200 м брасом                    | Юлія Єфімова · Росія                                                                                       | 2:19.41 NR  | Рікке Меллер Педерсен · Данія                                                                                       | 2:20.08     | Майка Лоуренс · США                                                                                                | 2:22.37     |
|                                 | |             | |             | |             |
| 50 м батерфляєм                 | Джанетт Оттесен · Данія                                                                                    | 25.24       | Лу Ін · Китай | 25.42 AS    | Раномі Кромовідьойо · Нідерланди                                                                                   | 25.53       |
| 100 м батерфляєм                | Сара Шестрем · Швеція                                                                                      | 56.53       | Алісія Кауттс · Австралія                                                                                           | 56.97       | Дана Воллмер · США                                                                                                 | 57.24       |
| 200 м батерфляєм                | Лю Цзиге · Китай                                                                                           | 2:04.59     | Мірея Бельмонте · Іспанія                                                                                           | 2:04.78     | Катінка Хоссу · Угорщина                                                                                           | 2:05.59     |
|                                 | |             | |             | |             |
| 200 м комплексом                | Катінка Хоссу · Угорщина                                                                                   | 2:07.92     | Алісія Кауттс · Австралія                                                                                           | 2:09.39     | Мірея Бельмонте · Іспанія                                                                                          | 2:09.45 NR  |
| 400 м комплексом                | Катінка Хоссу · Угорщина                                                                                   | 4:30.41     | Мірея Бельмонте · Іспанія                                                                                           | 4:31.21     | Елізабет Бейсел · США                                                                                              | 4:31.69     |
|                                 | |             | |             | |             |
| естафета 4×100 м вільним стилем | США · Міссі Франклін (53.51) · Наталі Коглін (52.98) · Шеннон Вріленд (53.22) · Меґан Романо (52.60)       | 3:32.31 AM  | Австралія · Кейт Кемпбелл (52.33) OC · Бронте Кемпбелл (53.47) · Емма Маккеон (53.19) · Алісія Кауттс (53.44)       | 3:32.43 OC  | Нідерланди · Еліс Боувенс (55.68) · Фемке Гемскерк (52.86) · Інґе Деккер (54.58) · Раномі Кромовідьойо (52.65)     | 3:35.77     |
| естафета 4×200 м вільним стилем | США · Кейті Ледекі (1:56.32) · Шеннон Вріленд (1:56.97) · Карлі Біспо (1:57.58) · Міссі Франклін (1:54.27) | 7:45.14     | Австралія · Бронті Берретт (1:57.04) · Кайлі Палмер (1:56.29) · Бріттані Елмслі (1:56.42) · Алісія Кауттс (1:57.33) | 7:47.08     | Франція · Камій Мюффа (1:56.45) · Шарлотт Бонне (1:56.81) · Мілен Лазар (1:59.15) · Коралі Балмі (1:56.02)         | 7:48.43     |
| естафета 4×100 м комплексом     | США · Міссі Франклін (58.39) · Джессіка Гарді (1:05.10) · Дана Воллмер (56.31) · Меґан Романо (53.43)      | 3:53.23     | Австралія · Емілі Сібом (59.40) · Саллі Фостер (1:06.84) · Алісія Кауттс (56.89) · Кейт Кемпбелл (52.09)            | 3:55.22     | Росія · Дарія Устінова (1:00.58) · Юлія Єфімова (1:04.82) · Світлана Чімрова (57.64) · Вероніка Андрусенко (53.43) | 3:56.47     |
| Шаблон:Swimming record codes    | |             | |             | |             |

## Рекорди
Під час чемпіонату встановлено такі світові рекорди і рекорди чемпіонатів світу.

### Світові рекорди
| Дата     | Дисципліна                                  | Час      | Ім'я                  | Країна |
| -------- | ------------------------------------------- | -------- | --------------------- | ------ |
| 29 липня | 100 метрів брасом (жінки), півфінали        | 1:04.35  | Рута Мейлутіте        | Литва  |
| 30 липня | 1500 метрів вільним стилем (жінки), фінал   | 15:36.53 | Кейті Ледекі          | США    |
| 1 серпня | 200 метрів брасом (жінки), півфінали        | 2:19.11  | Рікке Меллер Педерсен | Данія  |
| 3 серпня | 50 метрів брасом (жінки), попередні запливи | 29.78    | Юлія Єфімова          | Росія  |
| 3 серпня | 50 метрів брасом (жінки), півфінали         | 29.48    | Рута Мейлутіте        | Литва  |
| 3 серпня | 800 метрів вільним стилем (жінки), фінал    | 8:13.86  | Кейті Ледекі          | США    |

### Рекорди чемпіонату
| Дата     | Дисципліна                                   | Для дисципліни           | Час     | Ім'я           | Країна   |
| -------- | -------------------------------------------- | ------------------------ | ------- | -------------- | -------- |
| 29 липня | 100 метрів брасом (жінки), попередні запливи | (тієї самої)             | 1:04.52 | Рута Мейлутіте | Литва    |
| 29 липня | 100 метрів брасом (жінки), півфінали         | 50 метрів брасом (жінки) | 29.97 † | Рута Мейлутіте | Литва    |
| 2 серпня | 200 метрів брасом (чоловіки), фінал          | (тієї самої)             | 2:07.23 | Даніел Дьюрта  | Угорщина |
| 3 серпня | 200 метрів на спині (жінки), фінал           | (тієї самої)             | 2:04.76 | Міссі Франклін | США      |

Легенда: † – на відрізку до фінальної позначки